# 南川冬青
南川冬青（学名：Ilex nanchuanensis）为冬青科冬青属的植物，是中国的特有植物。分布在中国大陆的四川等地，生长于海拔600米至800米的地区，多生在山地林中，目前已由人工引种栽培。